# Acanthasargus bidentatus
Acanthasargus bidentatus är en tvåvingeart som först beskrevs av Frey 1934.  Acanthasargus bidentatus ingår i släktet Acanthasargus och familjen vapenflugor. Inga underarter finns listade i Catalogue of Life.